# Gilmore Artist Award
Il Gilmore Artist Award viene assegnato ogni quattro anni ad un pianista concertista. Il premio è stato istituito nel 1989 dalla Fondazione Irving S. Gilmore di Kalamazoo, Michigan. A differenza di altri premi musicali, i candidati non sono consapevoli che sono sotto esame, ma vengono valutati in modo discreto per un certo periodo di tempo tramite spettacoli dal vivo e registrazioni. Il montepremi è di $300.000, di cui $50.000 da spendere come desidera il vincitore e $250.000 da utilizzare per lo sviluppo della carriera.

## Vincitori precedenti
- 1991 - David Owen Norris (Inghilterra)[3]
- 1994 - Ralf Gothóni (Finlandia)[1]
- 1998 - Leif Ove Andsnes (Norvegia)[1]
- 2002 - Piotr Anderszewski (Polonia)[1]
- 2006 - Ingrid Fliter (Argentina)[2]
- 2010 - Kirill Gerstein (Russia)[4]
- 2014 - Rafał Blechacz (Polonia)[3]
- 2018 - Igor Levit (Germania/Russia)[5]

## Gilmore Young Artist Award
Ogni due anni il Gilmore Young Artist Award viene offerto ai pianisti più promettenti sotto i 23 anni. Un anonimo comitato di selezione riceve e valuta le candidature di musicisti professionisti provenienti da tutto il mondo. Come per il Gilmore Artist Award, i candidati non sono consapevoli del fatto che essi vengono presi in considerazione. I vincitori riceveranno una borsa di studio $ 15.000 e un altro $ 10.000 per commissionare una composizione originale per pianoforte, che avranno il diritto esclusivo di eseguire per un anno.
Il premio è stato concesso la prima volta nel 1990. Ci sono stati 28 pianisti che hanno ricevuto un Gilmore Young Artists Award, tra cui Kirill Gerstein nel 2002. I destinatari del premio 2012 sono George Li e Conrad Tao. Nel 2014, Andrew Hsu e Llewellyn Sanchez-Werner hanno ricevuto il Gilmore Young Artist Award. I vincitori più recenti, Daniel Hsu e Micah McLaurin, ha ricevuto il premio nel 2016.

## Organizzazione
- Leslie Boughton-Education Coordinator
- Alisa Carrel-Development Officer
- LeAnn Deittrick-Office Coordinator
- Dan Gustin-Director
- Terri Hunter-Development and Finance Assistant
- Alice Kemerling-Assistant Director / Director of Development
- Mary McCormick-Director of Marketing and Public Relations
- Sara Nemeth-Ticketing and Tessitura Coordinator, Group Ticket Sales